# 神澤神社
神澤神社 (神沢神社)（かんざわじんじゃ）は、東京都三宅村（三宅島）にある神社。
三宅島北西部の伊豆地区の山中、御祭神社西方近隣に鎮座している。
式内社である氐良命神社（てらのみことじんじゃ）に比定されている。

## 祭神
- 手間天神（てまてんじん）/氐良命（てらのみこと） - 事代主神（三島大明神）と后・佐伎多麻比咩命（御笏神社の祭神）の間の八王子の4番目の子「てい」に比定[2][3][5]。